# みなさまあっての麻生夏子ですレディオ
『みなさまあっての麻生夏子ですレディオ』（みなさまあってのあそうなつこですれでぃお）は、ランティスウェブラジオ・音泉にて配信されていた麻生夏子のインターネットラジオ番組。

## 番組概要
- 配信期間：2009年7月9日 - 2014年4月23日
- 配信サイト（配信日）：ランティスウェブラジオ（毎週水曜日）、音泉（2011年4月6日より毎週水曜日）
- パーソナリティ：麻生夏子

## コーナー
よくわかる麻生夏子
麻生夏子がよくわかる質問をリスナーより募集し答える。
普通のおたより
身の回りで起きた出来事から疑問・質問などをリスナーから募集し紹介するコーナー。
夏子の為に買った！
麻生夏子のスタッフ、通称『チーム夏子』の面々が、「夏子のために買った！」豪語する商品をプレゼンテーション形式で紹介するコーナー。
声優への道！
リスナーより台詞とキャラクター設定を募集し、それを麻生夏子が声優になりきって台詞を読むコーナー。
麻生夏子のオトナ相談室
麻生夏子が大人の抱える悩みにズバッと答えるコーナー。
ゲストさんいらっしゃい♪
素敵なゲストを招いて、楽しくおしゃべりを繰り広げるコーナー。

## エピソード
- 水曜配信にもかかわらず、ほとんどの回が木曜に更新されているため、番組内でたびたびネタにされる。